# Charles E. Cobb
Charles Elvan Cobb Jr., född 9 maj 1936, är en amerikansk affärsman och diplomat. Han är verkställande direktör för investmentbolaget Cobb Partners, Ltd.
Cobb avlade 1962 MBA-examen vid Stanford University. Han har varit verkställande direktör för Disney Development och Arvida Corporation.
Cobb tjänstgjorde som USA:s ambassadör i Reykjavik 1989–1992.